# Waytuah
Waytuah är en klan i Liberia.   Den ligger i regionen Bong County, i den centrala delen av landet, 180 km öster om huvudstaden Monrovia.